# 11 Dywizja Kawalerii (RFSRR)
11 Homelska Dywizja Kawalerii (ros. 11-я Гомельская кавалерийская дивизия) – związek taktyczny kawalerii Armii Czerwonej okresu wojny domowej w Rosji i wojny polsko-bolszewickiej.

## Formowanie i walki
Sformowana w Moskwie w listopadzie 1919. Walczyła z Denikinem w składzie I Korpusu Konnego, następnie 1 Armii Konnej Siemiona Budionnego w Donbasie, nad Donem i pod Majkopem. Od maja 1920  walczyła na froncie polskim. W bitwie pod Beresteczkiem, zagrożona okrążeniem, poniosła wysokie straty. Pod Komarowem nie dopuściła do odcięcia drogi odwrotu przez polską 1 Dywizję Jazdy. 12 września, bez powodzenia, próbowała powstrzymać przeprawiającą się przez Bug polską 1 Dywizję Jazdy.

## Żołnierze dywizji

### Dowódcy
- Wasilij Głagolew (24 września – 16 października 1919)
- Wasilij Matuzienko (17 października 1919 r. – 1 lutego 1920 r.)
- Konstantin Stiepnoj (p.o. 1 lutego – 10 kwietnia 1920 r.)
- Fiodor Morozow (10 kwietnia – 3 października 1920 r.)
- Wasilij Korobkow (3 października 1920 – 3 maja 1921 r.)[2]

### Komisarze
- Aleksandr Sokołow (20 września – 30 października 1919 r.)
- Konstantin Ozolin (30 października 1919 r. – 29 stycznia 1920 r.)
- Wasilij Charitonow (3 lutego – 1 kwietnia 1920 r.)
- Nikołaj Wiszniewiecki (16 lipca – 8 sierpnia 1920 r.)
- Pawieł Bachturow (8 sierpnia – 3 października 1920 r.)
- Moris Biełocki (3 października 1920 r. – 9 lipca 1921 r.)[2]

## Struktura organizacyjna
Organizacja dywizji w czasie I fazy walk na Ukrainie:
Dowództwo 11 Dywizji Kawalerii
- 1 Brygada Jazdy 11 DK
  - 61 pułk kawalerii
  - 62 pułk kawalerii
- 2 Brygada Jazdy 11 DK
  - 63 pułk kawalerii
  - 64 pułk kawalerii
- 3 Brygada Jazdy 11 DK
  - 65 pułk kawalerii
  - 66 pułk kawalerii